# جهنم زیر و رو
جهنم زیر و رو فیلمی ۱۱۷ دقیقه دقیقه‌ای در سبک اکشن و مهیج به کارگردانی رونالد نیم و با بازی جین هکمن و شلی وینترز که محصول سال ۱۹۷۲ کشور ایالات متحده آمریکا است.
نام انگلیسی این فیلم «ماجرای پوزیدون» (انگلیسی: The Poseidon Adventure) با زیرعنوان «Hell Upside Down» (جهنم زیر و رو) است. این فیلم در ایران تحت عنوان «جهنم زیر و رو» و «جهنم وارونه» به نمایش عمومی درآمد.
جهنم زیر و رو دومین فیلم پرفروش سال ۱۹۷۲ پس از فیلم پدرخوانده بود. رونالد نیم کارگردان فیلم، پنج درصد از سود حاصل از فروش فیلم را دریافت کرد که رقم زیادی بود، هرچند خودش ماجرای پوزیدون را فیلمی متوسط می‌دانست.
نیم در سال ۱۹۷۲ با کارگردانی این فیلم وارد ژانر بسیار محبوب «سینمای فاجعه» شد.

## خلاصه داستان
کشتی مسافربری اقیانوس‌پیمای پوسایدون دچار حادثه می‌شود. موجی بسیار بزرگ به کشتی برخورد می‌کند و آن را واژگون می‌کند. این حادثه هنگامی رخ می‌دهد که سرنشینان کشتی در سالنی بزرگ، در حال برگزاری جشن آغاز سال نو هستند. عده‌ای از آن‌ها در همان شروع حادثه می‌میرند و درحالی‌که یک سر کشتی در آب فرورفته و سوی دیگر آن نیز به تدریج در حال فرورفتن در آب است، جدال مرگ و زندگی برای معدود بازماندگان حادثه آغاز می‌شود. اما قسمت‌های مختلف کشتی، مانند هزار تویی است که یا به بن‌بست ختم می‌شود یا گذشتن از آن خطرناک است. تا رسیدن به روی آب و قسمت غرق نشده کشتی، گروهی دیگر نیز غرق می‌شوند و سرانجام، تنها چند تن با رسیدن نیروی کمکی از مرگ نجات می‌یابند.

## مشروح داستان
در دریای اژه، کشتی مسافربری اس‌اس پوسایدون که به‌زودی بازنشسته خواهد شد، در مسیر نیویورک به آتن در حرکت است. با وجود نگرانی‌های ایمنی ناخدا هریسون، نمایندهٔ مالک جدید اصرار دارد کشتی با تمام سرعت حرکت کند تا در هزینه‌ها صرفه‌جویی شود، و به همین دلیل از پر کردن مخازن پارسنگ جلوگیری می‌شود.
کشیش فرانک اسکات، واعظی که به شعار «خدا به کسانی کمک می‌کند که به خودشان کمک می‌کنند» باور دارد، به‌دلیل دیدگاه‌های غیرمتعارف، در مسیر مأموریتی تنبیهی به آفریقا است. کارآگاه مایک روگو و همسرش لیندا که سابقاً فاحشه بوده، با ناخوشی دریایی او دست‌و‌پنجه نرم می‌کنند. خواهر و برادر نوجوان، سوزان و رابین شلبی، برای دیدار با والدینشان در سفرند. رابین که به سازوکار کشتی علاقه دارد، مرتب به اتاق موتور سر می‌زند. فروشندهٔ بازنشستهٔ یهودی، منی روزن، به‌همراه همسرش بل، راهی اسرائیل هستند تا برای نخستین‌بار نوهٔ دوساله‌شان را ببینند. جیمز مارتین، فروشندهٔ لباس‌مردانه، مردی مجرد، خجالتی و سلامتی‌محور است. نونی پری، خوانندهٔ کشتی، در حال تمرین برای جشن شب سال نو است.
در شب سال نو، مسافران در سالن غذاخوری گرد هم آمده‌اند. کاپیتان به پل فرماندهی فراخوانده می‌شود؛ زلزله‌ای در بستر دریا گزارش شده. چند ثانیه پس از نیمه‌شب، خبر می‌رسد که یک سونامی از سمت کرت در حال نزدیک شدن است. با صدور پیام اضطراری می‌دی، موج عظیم به پهلوی کشتی برخورد می‌کند و آن را واژگون می‌سازد؛ کشتی وارونه روی آب شناور می‌ماند. مسیر نجات حالا «رو به بالا» است، جایی که پوستهٔ خارجی کشتی ــ که حالا بالای سطح آب قرار گرفته ــ قرار دارد.
در سالن غذاخوری، بازماندگان به بررسی وضعیت می‌پردازند. یکی از گارسن‌ها به نام «اکرز» مجروح شده و پشت دری که حالا در ارتفاع قرار گرفته، گیر کرده است. اسکات تلاش می‌کند دیگران را قانع کند تا با او به سمت بالای کشتی حرکت کنند، جایی که ضخامت پوستهٔ کشتی تنها یک اینچ است. اما سرپیشخدمت کشتی جمعیت را تشویق می‌کند که منتظر کمک بمانند. بیشتر بازماندگان نظر او را می‌پذیرند، اما خانوادهٔ روزن، خانوادهٔ روگو، سوزان، رابین، اکرز، نونی و مارتین با اسکات همراه می‌شوند و با استفاده از درخت کریسمس به‌عنوان نردبان، صعود می‌کنند. پس از رسیدن به آشپزخانه، انفجارهایی رخ می‌دهد. آب دریا وارد سالن غذاخوری می‌شود و گروهی که در آنجا مانده‌اند، تلاش می‌کنند از درخت کریسمس بالا بروند، اما وزن زیاد باعث سقوط آن می‌شود. آب سالن را پر می‌کند و کشتی آرام‌آرام فرو می‌رود.
اسکات گروه را به سوی اتاق موتور هدایت می‌کند. در حین بالا رفتن از یک هواکش، انفجاری باعث تکان شدید کشتی می‌شود و اکرز سقوط کرده و می‌میرد. پس از خروج از کانال تهویه، گروه به دسته‌ای دیگر از بازماندگان به رهبری پزشک کشتی برمی‌خورد که در حال حرکت به سمت دماغه‌اند. اسکات معتقد است آن‌ها به سوی مرگ می‌روند، اما روگو می‌خواهد راه آن‌ها را برود و به اسکات ۱۵ دقیقه فرصت می‌دهد تا اتاق موتور را پیدا کند. با وجود گذشت زمان بیشتر، اسکات موفق می‌شود.
اتاق موتور در آن سوی راهرویی غرق‌شده قرار دارد. بل که شناگر حرفه‌ای پیشین است، داوطلب می‌شود عبور کند، اما اسکات نمی‌پذیرد و خودش وارد آب می‌شود. در میان مسیر، بخشی از سقف فرو می‌ریزد و او را گیر می‌اندازد. با طولانی‌شدن غیبتش، بل وارد آب می‌شود، او را نجات می‌دهد و هر دو به سوی دیگر می‌رسند؛ اما بل دچار حملهٔ قلبی می‌شود و می‌میرد. پیش از مرگ، از اسکات می‌خواهد گردنبند حی خود را به منی برساند تا به نوه‌شان بدهد. روگو برای اطمینان از سلامت آن دو به سویشان شنا می‌کند و بقیهٔ گروه را هم عبور می‌دهد. منی با دیدن پیکر همسرش دیگر تمایلی به ادامهٔ مسیر ندارد، اما اسکات گردنبند او را می‌دهد و به او یادآوری می‌کند که هنوز دلیلی برای زندگی دارد.
اسکات بازماندگان را به‌سمت دریچهٔ درپوش پروانهٔ کشتی هدایت می‌کند، اما انفجار دیگری باعث سقوط لیندا و مرگش می‌شود. روگو که دل‌شکسته است، اسکات را مقصر می‌داند. لوله‌ای شکسته بخار داغ آزاد می‌کند و مسیر را مسدود می‌سازد. اسکات در حالی که از مرگ‌ها خشمگین است، فریادی بر سر خدا می‌زند، از روی حوضچهٔ پر از روغن شعله‌ور می‌پرد و با گرفتن شیرفلکه داغ، بخار را قطع می‌کند. او درحالی‌که از شیرفلکه آویزان است، به روگو التماس می‌کند که گروه را از در عبور دهد. در نهایت، دست‌های اسکات رها می‌شود و به درون آتش سقوط می‌کند.
روگو باقی‌ماندهٔ گروه را به درون تونل پروانه هدایت می‌کند. آن‌ها صدایی از بیرون می‌شنوند و با کوبیدن بر بدنهٔ کشتی جلب توجه می‌کنند. گروه نجات بدنه را می‌برند، افراد را بیرون می‌آورند و خبر می‌دهند که هیچ‌کس دیگری زنده نمانده است. بازماندگان با بالگرد به مکان امن منتقل می‌شوند.

## بازیگران
- جین هکمن در نقش «کشیش اسکات»
- ارنست بورگناین
- کرول لینلی
- رد باتنز
- استلا استیونز
- شلی وینترز
- جک آلبرتسون
- پاملا سو مارتن
- آرتور اوکانل
- لسلی نیلسن
- شیلا ماتیوز آلن
- جان کراوفورد
- اریک شِـی

## عوامل تولید
- تهیه‌کننده: ایروین آلن
- داستان‌نویس: پل گالیگو
- فیلمنامه‌نویسان: استرلینگ سیلیفانت، وندل مایس
- کارگردان: رونالد نیم
- آهنگساز: جان ویلیامز
- فیلمبردار: هارولد استاین
- طریقه فیلمبرداری: دولوکس - پاناویژن
- مدت: ۱۱۷ دقیقه
- سال آفرینش: ۱۹۷۲ میلادی
- پخش از: فوکس قرن بیستم
- تولید کشور: ایالات متحده آمریکا

## نقد و بررسی
ماجرای پوزیدون یکی دیگر از فیلم‌های فاجعه ای، و از جمله موفق‌ترین آنها می‌باشد. هرچند که کلیشه‌های این گونه فیلم‌ها در این فیلم هم رعایت شده، اما کارگردان با وارد کردن عناصری تازه، و توجه به شخصیت پردازی، بیش از آنچه در این گونه فیلم‌ها رعایت می‌شود، فیلمش را متمایز می‌کند. فیلم از دلهره ای آکنده‌است که تا پایان، تماشاگر را در التهاب نگه می‌دارد. فیلمبرداری، تدوین، موسیقی، بازی‌ها و عامل‌های فنی، در حد درخشانی، در فیلم به کار گرفته شده که آن را بسیار جذاب ساخته‌است.

## جوایز
| جایزه                              | رده                             | موضوع           | نتیجه    |
| ---------------------------------- | ------------------------------- | --------------- | -------- |
| جایزه اسکار                        | بهترین بازیگر نقش مکمل زن       | شلی وینترز      | نامزدشده |
| جایزه اسکار                        | Best Production Design          | ویلیام جی. کربر | نامزدشده |
| جایزه اسکار                        | Best Production Design          | رافائل برتون    | نامزدشده |
| جایزه اسکار                        | بهترین ترانه ("صبح فردا")       | آل کاشا         | برنده    |
| جایزه اسکار                        | بهترین ترانه ("صبح فردا")       | جوئل هیرشهورن   | برنده    |
| جایزه اسکار                        | بهترین موسیقی فیلم              | جان ویلیامز     | نامزدشده |
| جایزه اسکار                        | بهترین طراحی لباس               | پل زاستوپنویچ   | نامزدشده |
| جایزه اسکار                        | بهترین صداگذاری                 | تئودور سودربرگ  | نامزدشده |
| جایزه اسکار                        | بهترین صداگذاری                 | هرمن لوئیس      | نامزدشده |
| جایزه اسکار                        | بهترین فیلمبرداری               | هارولد استاین   | نامزدشده |
| جایزه اسکار                        | بهترین تدوین فیلم               | هارولد اف. کرس  | نامزدشده |
| ACE Eddie                          | بهترین تدوین فیلم               | هارولد اف. کرس  | نامزدشده |
| BAFTA Award                        | بهترین بازیگر نقش اول مرد       | جین هکمن        | برنده    |
| BAFTA Award                        | Best Supporting Actress         | شلی وینترز      | نامزدشده |
| جایزه گلدن گلوب                    | بهترین بازیگر نقش مکمل زن       | شلی وینترز      | برنده    |
| جایزه گلدن گلوب                    | بهترین موسیقی فیلم              | جان ویلیامز     | نامزدشده |
| جایزه گلدن گلوب                    | Best Original Song ("صبح فردا") | آل کاشا         | نامزدشده |
| جایزه گلدن گلوب                    | Best Original Song ("صبح فردا") | جوئل هیرشهورن   | نامزدشده |
| جایزه گلدن گلوب                    | بهترین فیلم درام                | ایروین آلن      | نامزدشده |
| Motion Picture Sound Editors Award | Best Sound Editing              | N/A             | نامزدشده |
| جایزه ستلایت                       | Best DVD Extras                 | N/A             | نامزدشده |